# Костел Непорочного зачаття Пресвятої Діви Марії (Баку)
Костел Непорочного Зачаття Пресвятої Діви Марії (азерб. Bakirə Məryəmin Məsum Hamiləliyi şərəfinə kilsə) - католицький костел, що розташований в Баку. Єдиний діючий католицький костел на території Азербайджану.

## Історія
Католицька громада в Баку була організована в 1882 році, коли була побудована невелика католицька каплиця. У 1894 році було отримано дозвіл на будівництво католицького храму. У 1909 році було розпочато будівництво костелу Пресвятої Діви Марії, яке було завершено в 1912 році. Після встановлення радянської влади в Азербайджані католицька громада зазнала репресій. У 1934 році католицький костел був зруйнований.
Після відновлення незалежності Азербайджану за розпорядженням президента Гейдара Алієва католики отримали землю для будівництва костелу.
У 2004 році цю територію освятив голава делегації Ватикану в Азербайджані.
Будівництво костелу було завершено в лютому 2007 року. Церква побудована за проектом італійського архітектора Паоло Руджеро в сучасному стилі з елементами неоготики. Скульптура статуї Діви Марії виконана азербайджанським скульптором Гусейном Ахвердіевим, вітражі виконані художником Зохраб Муталлібовим. 
У квітні 2007 року архієпископ Клаудіо Гуджеротті, апостольський нунцій Римсько-католицької церкви на Південному Кавказі, освятив та здійснив свою першу службу.